# John Nicolò Martin
John Nicolò Martin, detto JJ, o abbreviato John N. Martin, (Milano, 6 settembre 1963), è un saggista inglese naturalizzato italiano.

## Biografia
Con lo scrittore Primo Moroni ha pubblicato Dal nomadismo urbano al mangiare il centro (capitolo del volume Milano Ticinese luogo di frontiera emblematico nella metropoli Milanese) e il saggio La luna sotto casa, storia dei movimenti sociali e delle controculture milanesi dal secondo dopoguerra ai primi anni 90.
Tra il 2012 e il 2014 collabora con le riviste musicali Contrappunti e Blow Up, e firma il capitolo Milano: appunti di archeologia punk del libro Lo Stivale è marcio di Claudio Pescetelli sulle origini del punk rock italiano.
Nel 2013 è coautore insieme a Michele Neri e Sandro Neri de Il libro del prog italiano a cura di Riccardo Bertoncelli.
Nel novembre 2014 pubblica Gast(rock)nomia (Storie di cucina e rock'n'roll), incentrato sui rapporti tra musica e cucina, e classificato dal settimanale Panorama al secondo posto tra i venti migliori libri musicali del 2014.
 Dall'aprile del 2016 scrive per la rivista Vinile edita da Sprea Editori S.p.A.

## Opere
- John N. Martin, Primo Moroni. Dal nomadismo urbano al mangiare il centro in Milano Ticinese. Luogo di frontiera emblematico nella metropoli milanese. Milano, Comune di Milano (Assessorato al decentramento) - Consorzio Aaster, 1989
- John N. Martin, Primo Moroni. La luna sotto casa. Milano tra rivolta esistenziale e movimenti politici. Milano, Shake Edizioni, 2007.
- John N. Martin, Michele Neri, Sandro Neri. Il libro del prog italiano. Firenze, Giunti Editore, 2013
- John N. Martin. Gast(rock)nomia (storie di cucina e rock'n'roll). Roma, Arcana Editrice, 2014
- John N. Martin, I muri del suono. Viaggio nei luoghi che hanno cambiato il rock Tsunami edizioni, collana Le Tormente, 2024